# Frie sigøjnere
Frie sigøjnere er en dansk dokumentarfilm fra 1977, der er instrueret af Jimmy Andreasen.

## Handling
Sigøjnere fra England og Sverige har deres egen opfattelse af samfundet. De mødes en gang om året - i Rom.